# Amaro Silveira Borges
Amaro Silveira Borges (ilha de São Jorge, Açores —?) foi sargento-mor da Vila do Topo e Capitão-mor na ilha de São Jorge com provimento datado de 27 de março de 1733  e com nomeação por Carta Patente  do rei D. João V de Portugal datada de 22 de novembro de 1736. e Produtor Agrícola em terras próprias e militar do exército português na especialidade de infantaria.

## Biografia
Prestou serviço no exército português, no Regimento de Guarnição nº 1, aquartelado na Fortaleza de São João Baptista, no Monte Brasil, junto à cidade de Angra do Heroísmo.
Foi um médio detentor de terras na ilha de São Jorge e era descendente da antiga aristocracia, proveniente dos primeiros povoadores da ilha de São Jorge.

## Relações familiares
Casou em 31 de Julho de 1716 com D. Maria Ana da Silveira, filha de Gregório Machado de Sousa e de D. Maria Silveira de Pascoa Machado, de quem teve:

1. Gregório Inácio da Silveira e Sousa (21 de Outubro de 1717 —?) casou com D. Rosa Maria Bettencourt da Silveira (2 de Julho de 1764 —?).
2. Luzia.
3. Francisco.
4. Bernarda (5 de Novembro de 1723 —?).
5. Amaro António (4 de Março de 1726 —?).
6. António.[5]